# 患者の権利宣言
患者の権利宣言（かんじゃのけんりせんげん、英: Declaration of Lisbon on the Rights of the Patient、リスボン宣言）とは、世界医師会が毎年発行する一連の「宣言」と呼ばれる政策文書のうち、特に患者の権利について主に触れた「患者の権利に関するリスボン宣言」を指す。

## 用語
一般に他の「宣言」に倣って単に「リスボン宣言」と呼ばれている。「患者の権利章典」やイギリスの「患者の権利憲章」とは異なる別のものである。また世界保健機関（WHO）による1994年の「ヨーロッパにおける患者の権利の促進に関する宣言（A declaration on the promotion of patients' rights in Europe）」とも異なる。
英語圏では、世界保健機関（WHO）によって提唱されている「患者の権利について」を指す方が一般的である。

## 概要
日本においては、この「患者の権利に関するリスボン宣言」を単に「患者の権利宣言」と呼ぶ場合があるが、海外においては、患者の権利を謳ったものとしては患者憲章など数あるうちの一つに過ぎず、英語版ウィキペディアのページにもなっていない。特にヨーロッパでは患者の権利の発展と権利保護の意識は高く、WHOやEU、国連といった国際機関として、さらには様々な法律が各国から出されている。「患者の権利に関するリスボン宣言」は、それらのうち、 患者主体の権利宣言ではなく、医療者の側の立場でしてはいけないこと、すべきこと、というスタンスの原則、つまり医療倫理の行動規範である。
なお、「リスボン宣言バリ総会改訂版」の採択においては、日本医師会は唯一棄権している。

## 背景と歴史
現代における患者の権利の歴史は、「ニュルンベルク綱領」から始まるというのが通説で、第2次世界大戦のナチス・ドイツによるユダヤ人に対する虐殺、その元となった医師たち主導による障碍者強制安楽死（T4作戦）、非倫理的な人体実験などが、反社会的な犯罪として裁かれた結果である。
その後、世界医師会が患者の権利などに関し、数多くの宣言を発表する。スイス・ジュネーブで開かれた第2回世界医師会総会で採択された「ジュネーブ宣言」、翌年の「医の倫理の国際綱領」、「（医学・生物学研究に携わる医師に関する）ヘルシンキ宣言」である。第34回世界医師会総会で採択された「リスボン宣言」も2005年にかけて何度か改定されている。1975年には東京でも第29回世界医師会総会で「東京宣言」、「拘留および監禁に関連した拷問およびその他の残酷、非人道的または品位を落とす扱いまたは処罰に関する医師のための指針」として、人への拷問、残虐または非人間的な取り扱いや拘禁などの処罰に対する医師の態度についての倫理ガイドラインを定めた宣言が採択されている。

## 内容
以下、「患者の権利に関するリスボン宣言」を世界医師会のサイトの該当部分から翻訳し引用する。